# Kernkraftwerk Shoreham
Das Kernkraftwerk Shoreham (englisch Shoreham Nuclear Power Plant, Abkürzung SNP) liegt am Long Island Sound in East Shoreham, New York, am nördlichen Ufer von Long Island in den Vereinigten Staaten, 60 Kilometer östlich von Manhattan. Das Kraftwerk hat nie ins Stromnetz eingespeist. Es gehört der Long Island Power Authority (LIPA).

## Reaktor
1968 wurde beschlossen, das Kraftwerk mit einer Leistung von 820 Megawatt anstelle der ursprünglich geplanten 540 Megawatt zu bauen. Bei dem Reaktor im Kernkraftwerk Shoreham handelte es sich um einen Siedewasserreaktor von General Electric. Das Kernkraftwerk Shoreham ist praktisch ein Zwilling des ersten Blocks im Kernkraftwerk Millstone, der auch in den 1960er-Jahren bestellt wurde.
Der Reaktor hatte eine Nettoleistung von 820 MW und eine Bruttoleistung von 849 MW.

## Geschichte
Am 20. April 1965 beschloss LILCO, ein Kernkraftwerk im Suffolk County zu bauen. Dafür wurde ein 455 Hektar großes Gelände zwischen den Dörfern Shoreham und Wading River gekauft. Das Kraftwerk sollte bis 1973 fertiggestellt werden. Allerdings wurde der Bau erst am 12. April 1973 nach 32 Monaten Anhörung durch die United States Atomic Energy Commission genehmigt. Der Baubeginn war am 1. November 1972. Ende der 1970er-Jahre war die Preisschätzung schon auf zwei Milliarden Dollar gestiegen. Durch den Reaktorunfall im Kernkraftwerk Three Mile Island im Jahr 1979 stieg die Anzahl der Kernkraftgegner beträchtlich. An einem regnerischen Sonntag, dem 3. Juni 1979, kam es in Shoreham zu einer Demonstration mit 15.000 Demonstranten. 571 davon wurden von der Polizei festgenommen. Am 17. Februar 1983 ergab eine Abstimmung mit 15:1, dass der Landkreis im Falle eines Unfalls nicht sicher evakuiert werden könnte. Am 12. August 1983 kam es zu einem Problem an der Kurbelwelle in einem der drei Notstromdiesel. Am 1. August 1986 wurde der Reaktor erstmals mit dem Stromnetz synchronisiert, ging aber nie in den kommerziellen Leistungsbetrieb und produzierte somit keinen Strom. Am 20. April 1989 genehmigte die Nuclear Regulatory Commission (NRC) den Volllastbetrieb des Kraftwerks. Allerdings wurde das Kraftwerk am 1. Mai 1989 abgeschaltet. Am 19. Juli 1991 billigte die NRC den Abbau des Kraftwerks. 1992 verkaufte LILCO das Kraftwerk für einen Dollar an den Bundesstaat New York, der sich bereiterklärte, das Kraftwerk abzubauen. Am 12. Oktober 1994 wurde das Kraftwerk wegen der örtlichen Opposition endgültig stillgelegt. Die abgebrannten Brennelemente wurden aus dem Reaktorkern entladen und vorübergehend in das Brennstofflager gebracht. Es wurden nur 602 Curie im Reaktordruckbehälter und Einbauten und etwa dreißig Millicurie Oberflächen-Kontamination in den verbleibenden Reaktorsystemen und Strukturen gemessen. Teile der restlichen kontaminierten Systeme enthalten geringe Mengen an Radioaktivität, und die Komponenten wurden entfernt, verpackt, transportiert und beseitigt. Das Programm der Stilllegungsaktivitäten kostete Schätzungen zufolge 186 Millionen Dollar. Aufgrund der kurzen Laufzeit ist das Kernkraftwerk außerhalb der drei großen Strukturen nicht kontaminiert.
Das Kraftwerk kostete sechs Milliarden US-Dollar. Die Steuerzahler müssen vier Milliarden Dollar zahlen, das entspricht 16 Cent pro Dollar Steuern. Damit war das Kraftwerk 85-mal teurer als die ursprüngliche Planung von 65 bis 75 Millionen US-Dollar.

## Sonstiges
Das baugleiche Kernkraftwerk Millstone 1 wurde zu einem Preis von 101 Millionen Dollar fertiggestellt, in Betrieb genommen und lief zwei Jahrzehnte lang.
Die Rotoren der Niederdruckturbine in Shoreham werden zurzeit im Kernkraftwerk Davis Besse verwendet.
Die Brennelemente wurden im Kernkraftwerk Limerick weiter verwendet. Sie kosteten den Betreiber von Limerick fast 50 Millionen Dollar.

## Daten der Reaktorblöcke
Das Kernkraftwerk Shoreham hat einen Block:
| Reaktorblock | Reaktortyp         | Netto- leistung | Brutto- leistung | Baubeginn        | Netzsyn- chronisation | Kommer- zieller Betrieb | Abschal- tung |
| ------------ | ------------------ | --------------- | ---------------- | ---------------- | --------------------- | ----------------------- | ------------- |
| Shoreham     | Siedewasserreaktor | 820 MW          | 849 MW           | 1. November 1972 | 1. August 1986        | -                       | 1. Mai 1989   |